# Sommer-Universiade 2013/Wasserspringen
Bei der Sommer-Universiade 2013 in Kasan, Russland wurden vom 5. bis 12. Juli 2013 insgesamt zwölf Wettbewerbe im Wasserspringen ausgetragen, jeweils sechs für Männer und Frauen.
Die chinesischen Athleten belegten mit 18 von 18 möglichen Medaillen erneut Platz eins im Medaillenspiegel, jedoch gingen vier der zwölf Titel nicht an China. Drei Titel gingen an Gastgeber Russland, einer an Australien. Insgesamt gewannen Athleten aus fünf Nationen Medaillen.

## Teilnehmer
Insgesamt nahmen 89 Wasserspringer an den Wettbewerben teil, 44 Männer und 45 Frauen. Es waren 22 verschiedene Nationen vertreten.
| Teilnehmende Nationen mit Anzahl der Athleten (Männer/Frauen)                                                | Teilnehmende Nationen mit Anzahl der Athleten (Männer/Frauen)                   | Teilnehmende Nationen mit Anzahl der Athleten (Männer/Frauen)                       | Teilnehmende Nationen mit Anzahl der Athleten (Männer/Frauen)        | Teilnehmende Nationen mit Anzahl der Athleten (Männer/Frauen) |
| --- | ------------------------------------------------------------------------------- | ----------------------------------------------------------------------------------- | -------------------------------------------------------------------- | ------------------------------------------------------------- |
| Australien (1/4) Brasilien (2/2) Volksrepublik China (6/6) Deutschland (3/1) Finnland (0/2) Frankreich (1/1) | Indien (0/2) Israel (0/1) Italien (1/0) Japan (1/0) Kanada (1/0) Lettland (0/1) | Macau (0/1) Malaysia (3/3) Mexiko (5/3) Norwegen (3/1) Österreich (1/0) Polen (2/1) | Russland (7/7) Spanien (0/1) Südkorea (2/1) Vereinigte Staaten (5/7) |                                                               |

## Ergebnisse

### Männer

#### 1-Meter-Kunstspringen
| Platz | Athlet              | Land                | Punkte |
| ----- | ------------------- | ------------------- | ------ |
| 1     | Lin Jin             | Volksrepublik China | 429,05 |
| 2     | Qin Tian            | Volksrepublik China | 417,85 |
| 3     | Jewgeni Nowossjolow | Russland            | 401,05 |
| 4     | Rommel Pacheco      | Mexiko              | 399,30 |
| 5     | Andrzej Rzeszutek   | Polen               | 395,10 |
| 6     | Constantin Blaha    | Österreich          | 391,55 |
| 7     | Sergei Nasin        | Russland            | 378,00 |
| 8     | Harry Jones         | Vereinigte Staaten  | 363,85 |

Vorkampf und Halbfinale fanden am 6. Juli statt, das Finale am 8. Juli.
 Philipp Becker erreichte mit 316,45 Punkten im Vorkampf Rang 15.

#### 3-Meter-Kunstspringen
| Platz | Athlet              | Land                | Punkte |
| ----- | ------------------- | ------------------- | ------ |
| 1     | Jewgeni Kusnezow    | Russland            | 496,15 |
| 2     | Lin Jin             | Volksrepublik China | 488,90 |
| 3     | Qin Tian            | Volksrepublik China | 482,20 |
| 4     | Yahel Castillo      | Mexiko              | 466,40 |
| 5     | Rommel Pacheco      | Mexiko              | 465,55 |
| 6     | Ilja Sacharow       | Russland            | 460,15 |
| 7     | Constantin Blaha    | Österreich          | 422,05 |
| 8     | Yi Wei Chew         | Malaysia            | 418,75 |
| 9     | Andrzej Rzeszutek   | Polen               | 412,70 |
| 10    | Philipp Becker      | Deutschland         | 377,45 |
| 11    | Andreas Nader Billi | Italien             | 368,55 |
| 12    | Espen Valheim       | Norwegen            | 365,30 |

Der Vorkampf fand am 5. Juli statt, Halbfinale und Finale am 7. Juli.

#### 10-Meter-Turmspringen
| Platz | Athlet           | Land                | Punkte |
| ----- | ---------------- | ------------------- | ------ |
| 1     | Huo Liang        | Volksrepublik China | 531,25 |
| 2     | Wu Jun           | Volksrepublik China | 520,40 |
| 3     | Wiktor Minibajew | Russland            | 519,00 |
| 4     | Germán Sánchez   | Mexiko              | 514,00 |
| 5     | Iván García      | Mexiko              | 478,75 |
| 6     | Sergei Nasin     | Russland            | 478,45 |
| 7     | Park Ji-ho       | Südkorea            | 399,40 |
| 8     | Tze Liang Ooi    | Malaysia            | 381,00 |
| 9     | Florian Fandler  | Deutschland         | 353,65 |
| 10    | Espen Valheim    | Norwegen            | 347,55 |
| 11    | Christian Picker | Deutschland         | 322,90 |
| 12    | Casey Johnson    | Vereinigte Staaten  | 286,70 |

Der Vorkampf fand am 9. Juli statt, Halbfinale und Finale am 10. Juli.

#### 3-Meter-Synchronspringen
| Platz | Athleten                         | Land                | Punkte |
| ----- | -------------------------------- | ------------------- | ------ |
| 1     | Jewgeni Kusnezow Ilja Sacharow   | Russland            | 479,34 |
| 2     | Lin Jin Luo Yutong               | Volksrepublik China | 458,34 |
| 3     | Yahel Castillo Alejandro Islas   | Mexiko              | 426,78 |
| 4     | Samuel Dorman Zachary Nees       | Vereinigte Staaten  | 390,06 |
| 5     | Ahmad Amsyar Azman Tze Liang Ooi | Malaysia            | 378,51 |
| 6     | Kim Jin-yong Park Ji-ho          | Südkorea            | 357,75 |
| 7     | Espen Valheim Eirik Valheim      | Norwegen            | 354,81 |
| 8     | Ian Matos Luiz Outerelo          | Brasilien           | 347,40 |

Das Finale fand am 12. Juli statt.

#### 10-Meter-Synchronspringen
| Platz | Athleten                            | Land                | Punkte |
| ----- | ----------------------------------- | ------------------- | ------ |
| 1     | Huo Liang Ying Hong                 | Volksrepublik China | 433,83 |
| 2     | Wiktor Minibajew Artjom Tschessakow | Russland            | 421,71 |
| 3     | Iván García Germán Sánchez          | Mexiko              | 416,85 |
| 4     | Kim Jin-yong Park Ji-ho             | Südkorea            | 389,70 |
| 5     | Florian Fandler Christian Picker    | Deutschland         | 352,17 |
| 6     | Casey Johnson Conor Murphy          | Vereinigte Staaten  | 334,08 |

Das Finale fand am 11. Juli statt.

#### Team
| Platz | Athleten | Land                | Punkte  |
| ----- | --- | ------------------- | ------- |
| 1     | Huo Liang Lin Jin Luo Yutong Qin Tian Wu Jun Ying Hong                                                           | Volksrepublik China | 3563,72 |
| 2     | Juri Kunakow Jewgeni Kusnezow Wiktor Minibajew Sergei Nasin Jewgeni Nowossjolow Ilja Sacharow Artjom Tschessakow | Russland            | 3521,20 |
| 3     | Yahel Castillo Iván García Alejandro Islas Rommel Pacheco Germán Sánchez                                         | Mexiko              | 3410,88 |
| 4     | Kim Jin-yong Park Ji-ho                                                                                          | Südkorea            | 2683,25 |
| 5     | Samuel Dorman Casey Johnson Harry Jones Conor Murphy Zachary Nees                                                | Vereinigte Staaten  | 2673,34 |
| 6     | Ahmad Amsyar Azman Yi Wei Chew Tze Liang Ooi                                                                     | Malaysia            | 2145,61 |
| 7     | Amund Gismervik Eirik Valheim Espen Valheim                                                                      | Norwegen            | 1734,81 |
| 8     | Philipp Becker Florian Fandler Christian Picker                                                                  | Deutschland         | 1686,97 |
| 9     | Adrian Gierga Andrzej Rzeszutek                                                                                  | Polen               | 1277,50 |
| 10    | Constantin Blaha                                                                                                 | Österreich          | 0733,25 |

Für die Teamwertung zählten die zwei besten Ergebnisse jeder Mannschaft in den Vorkämpfen im 1-Meter- und 3-Meter-Kunstspringen sowie im 10-Meter-Turmspringen. Hinzu kamen die Finalergebnisse im 3-Meter- und 10-Meter-Synchronspringen. Die Wertung bestand somit aus acht Einzelergebnissen und die Gesamtwertung stand nach dem letzten Wettkampf am 12. Juli fest.

### Frauen

#### 1-Meter-Kunstspringen
| Platz | Athletin           | Land                | Punkte |
| ----- | ------------------ | ------------------- | ------ |
| 1     | Samantha Mills     | Australien          | 281,40 |
| 2     | Jia Dongjin        | Volksrepublik China | 277,75 |
| 3     | Wang Liting        | Volksrepublik China | 271,45 |
| 4     | Paola Espinosa     | Mexiko              | 267,70 |
| 5     | Samantha Pickens   | Vereinigte Staaten  | 263,90 |
| 6     | Esther Qin         | Australien          | 251,10 |
| 7     | Choi Sut Ian       | Macau               | 246,80 |
| 8     | Swetlana Filippowa | Russland            | 235,30 |

Vorkampf und Halbfinale fanden am 5. Juli statt, das Finale am 7. Juli.

#### 3-Meter-Kunstspringen
| Platz | Athletin            | Land                | Punkte |
| ----- | ------------------- | ------------------- | ------ |
| 1     | Zheng Shuangxue     | Volksrepublik China | 329,25 |
| 2     | Jia Dongjin         | Volksrepublik China | 312,75 |
| 3     | Arantxa Chávez      | Mexiko              | 304,85 |
| 4     | Diana Tschaplijewa  | Russland            | 296,70 |
| 5     | Esther Qin          | Australien          | 282,55 |
| 6     | Paola Espinosa      | Mexiko              | 270,80 |
| 7     | Samantha Mills      | Australien          | 266,45 |
| 8     | Marija Smirnowa     | Vereinigte Staaten  | 246,30 |
| 9     | Samantha Pickens    | Vereinigte Staaten  | 227,70 |
| 10    | Laura Ryan          | Vereinigte Staaten  | 223,75 |
| 11    | Jasmine Lai Pui Yee | Malaysia            | 216,40 |
| 12    | Kim Na-mi           | Südkorea            | 175,75 |

Vorkampf und Halbfinale fanden am 9. Juli statt, das Finale am 10. Juli.
 Felicitas Lenz erreichte mit 230,00 Punkten im Halbfinale Rang 14.

#### 10-Meter-Turmspringen
| Platz | Athletin                  | Land                | Punkte |
| ----- | ------------------------- | ------------------- | ------ |
| 1     | Julija Koltunowa          | Russland            | 347,35 |
| 2     | Xia Yuhua                 | Volksrepublik China | 335,75 |
| 3     | Chen Ni                   | Volksrepublik China | 312,45 |
| 4     | Paola Espinosa            | Mexiko              | 308,90 |
| 5     | Laura Ryan                | Vereinigte Staaten  | 292,00 |
| 6     | Katrina Young             | Vereinigte Staaten  | 289,25 |
| 7     | Felicitas Lenz            | Deutschland         | 281,25 |
| 8     | Marisa Díaz               | Mexiko              | 276,10 |
| 9     | Elina Ridel               | Russland            | 270,60 |
| 10    | Jocelyn Burnett           | Australien          | 269,60 |
| 11    | Traisy Vivien Anak Tukiet | Malaysia            | 269,00 |
| 12    | Iira Laatunen             | Finnland            | 257,40 |

Vorkampf, Halbfinale und Finale fanden am 8. Juli statt.

#### 3-Meter-Synchronspringen
| Platz | Athletinnen                        | Land                | Punkte |
| ----- | ---------------------------------- | ------------------- | ------ |
| 1     | Chen Ye Zheng Shuangxue            | Volksrepublik China | 314,40 |
| 2     | Samantha Mills Esther Qin          | Australien          | 291,60 |
| 3     | Meghan Houston Laura Ryan          | Vereinigte Staaten  | 270,00 |
| 4     | Marija Smirnowa Diana Tschaplijewa | Russland            | 268,50 |
| 5     | Arantxa Chávez Paola Espinosa      | Mexiko              | 257,10 |
| 6     | Jasmine Lai Pui Yee Ling Kar Kam   | Malaysia            | 248,01 |
| 7     | Natali Cruz Nicoli Cruz            | Brasilien           | 235,62 |
| 8     | Taina Karvonen Iira Laatunen       | Finnland            | 233,43 |

Das Finale fand am 11. Juli statt.

#### 10-Meter-Synchronspringen
| Platz | Athletinnen                           | Land                | Punkte |
| ----- | ------------------------------------- | ------------------- | ------ |
| 1     | Chen Ni Xia Yuhua                     | Volksrepublik China | 325,32 |
| 2     | Natalja Gontscharowa Julija Koltunowa | Russland            | 307,62 |
| 3     | Marisa Díaz Paola Espinosa            | Mexiko              | 283,77 |
| 4     | Sarah McCrady Mackenzie Tweardy       | Vereinigte Staaten  | 266,16 |
| 5     | Natali Cruz Nicoli Cruz               | Brasilien           | 260,19 |
| 6     | Jasmine Lai Pui Yee Ling Kar Kam      | Malaysia            | 224,61 |

Das Finale fand am 12. Juli statt.

#### Team
| Platz | Athletinnen | Land                | Punkte  |
| ----- | --- | ------------------- | ------- |
| 1     | Chen Ni Chen Ye Jia Dongjin Wang Liting Xia Yuhua Zheng Shuangxue                                                          | Volksrepublik China | 2437,97 |
| 2     | Loren Figueroa Meghan Houston Sarah McCrady Samantha Pickens Laura Ryan Mackenzie Tweardy Katrina Young                    | Vereinigte Staaten  | 2109,91 |
| 3     | Arantxa Chávez Marisa Díaz Paola Espinosa                                                                                  | Mexiko              | 2095,97 |
| 4     | Nadeschda Baschina Swetlana Filippowa Natalja Gontscharowa Julija Koltunowa Elina Ridel Marija Smirnowa Diana Tschaplijewa | Russland            | 1930,07 |
| 5     | Jocelyn Burnett Samantha Mills Esther Qin Hannah Thek                                                                      | Australien          | 1549,00 |
| 6     | Jasmine Lai Pui Yee Ling Kar Kam Traisy Vivien Anak Tukiet                                                                 | Malaysia            | 1152,57 |
| 7     | Taina Karvonen Iira Laatunen                                                                                               | Finnland            | 1083,08 |
| 8     | Felicitas Lenz | Deutschland         | 0523,30 |
| 9     | Natali Cruz Nicoli Cruz | Brasilien           | 0495,81 |
| 10    | Choi Sut Ian | Macau               | 0475,15 |

Für die Teamwertung zählten die zwei besten Ergebnisse jeder Mannschaft in den Vorkämpfen im 1-Meter- und 3-Meter-Kunstspringen sowie im 10-Meter-Turmspringen. Hinzu kamen die Finalergebnisse im 3-Meter- und 10-Meter-Synchronspringen. Die Wertung bestand somit aus acht Einzelergebnissen und die Gesamtwertung stand nach dem letzten Wettkampf am 12. Juli fest.

## Medaillenspiegel
| Platz  | Land                | Gold | Silber | Bronze | Gesamt |
| ------ | ------------------- | ---- | ------ | ------ | ------ |
| 1      | Volksrepublik China | 8    | 7      | 3      | 18     |
| 2      | Russland            | 3    | 3      | 2      | 8      |
| 3      | Australien          | 1    | 1      | –      | 2      |
| 4      | Vereinigte Staaten  | –    | 1      | 1      | 2      |
| 5      | Mexiko              | –    | –      | 6      | 6      |
| Gesamt | Gesamt              | 12   | 12     | 12     | 36     |